# Bedienungssatellit

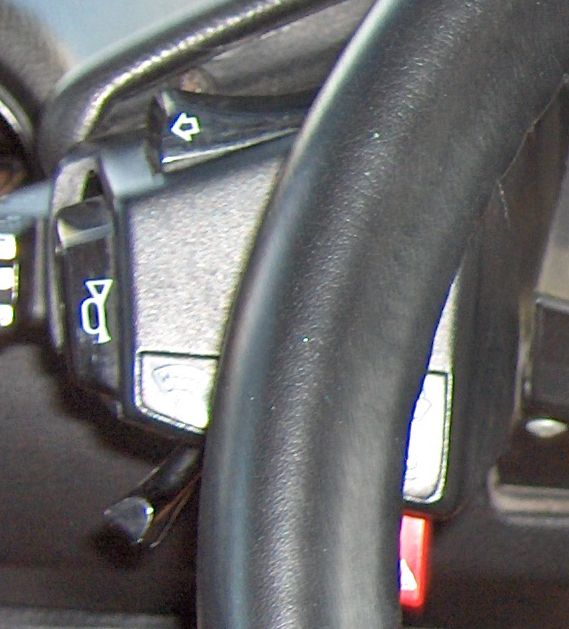
Bedienungssatellit am Armaturenbrett eines Citroën CX

Der Bedienungssatellit (offiziell PRN genannt, französisch Pluie, Route, Nuit) wurde von Citroën Mitte der 1970er-Jahre entwickelt und in den Modellen Visa, Axel, BX, CX und GSA verbaut.
Bedienungssatelliten fassten die bei herkömmlichen Fahrzeugen als Hebel ausgeführten Bedienelemente für Scheinwerfer, Scheibenwischer und Blinker zusammen. Eingeführt wurden sie im Citroën CX, wo sie beidseitig des futuristisch anmutenden Armaturenträgers platziert waren, mit dem sie eine Einheit bildeten. Später war dieses Kombielement in den einfacheren Modellreihen dosenförmig gestaltet und in zweifacher Ausführung jeweils rechts und links an der Lenksäule befestigt. Zusätzlich fanden sich im Bedienungssatelliten auch die Schalter für Warnblinker, Heckscheibenheizung und Hupe. Sinn der Bedienungssatelliten sollte sein, die Benutzung obiger Anlagen ergonomischer zu gestalten. Der Fahrer brauchte bei ihrer Verwendung seine Hände nicht mehr vom Lenkrad zu nehmen, um eine dieser Anlagen zu bedienen.
Dennoch haben sich die Bedienungssatelliten nicht durchsetzen können, was nicht zuletzt an mangelnder Akzeptanz bei der konservativ eingestellten Fachpresse lag. Ein deutlicher Nachteil war auch, dass (wegen der räumlichen Trennung von der Lenkradsäule) der Blinker nicht durch die Lenkraddrehung nach einer Kurve automatisch abgeschaltet werden konnte. So wurden sie ab Mitte der 1980er-Jahre – unter dem Einfluss Peugeots im 1976 geschaffenen PSA-Konzern und der damit einhergehenden Nivellierung avantgardistischer Elemente bei Citroën – Schritt für Schritt wieder durch die herkömmlichen Bedienelemente ersetzt.
Seit der Einführung von Bordcomputern in der Serienausstattung vieler Fahrzeuge wurde die Bedienung dieser in die Hebel für die Scheibenwaschanlage oder die Scheinwerferanlage integriert. Hierdurch ist wiederholt eine Mehrfachfunktionalität in einem Bedienhebel untergebracht. Eine echte Rückkehr zu den oben genannten Bedienungssatelliten stellt dies jedoch nicht dar.
Ab Anfang der 1990er-Jahre werden die sogenannten Lenkradsatelliten verbaut. Vornehmlich Peugeot und Renault setzten auf die Bedienung des Autoradios per Satelliten, welcher feststehend an der Lenksäule hinter dem Lenkrad montiert ist. Die Bedieneinheiten sind als Hebel, Tasten und Drehräder auf einem Kombielement ausgeführt. Die Funktion des Bediensatelliten ist fast ausschließlich in Verbindung mit dem originalen Radio gegeben, da meist eine proprietäre Kommunikationsverbindung zwischen beiden Geräten genutzt wird.
Citroën entwickelte mit der statischen Lenkradnabe ein neues avantgardistisches Bedienelement im Stile der PRN. Ab 2004 im C4 sowie ab 2008 im C5 verbaut, dreht sich nur der Lenkradkranz, während der Pralltopf mit einer Fülle von Bedienelementen (Radio, Navigation, Fahrassistenzsysteme, Klimatisierung) in waagerechter Position bleibt. Als einen Vorteil nennt Citroën die bei jeder Lenkradstellung gleichbleibende Position des Airbags. Kritiker bemängeln wie einst beim PRN die Überfrachtung und komplizierte Anordnung des Bedienkonzepts. Dieses Konzept wurde beim C4 schon nach einer Generation wieder aufgegeben.